# Peter Breck
Joseph Peter Breck (* 13. März 1929 in Rochester, New York; † 6. Februar 2012 in Vancouver, Kanada) war ein US-amerikanischer Charakterdarsteller in Theater, Film und Fernsehen. Der robuste und dunkelhaarige Breck erlangte Berühmtheit als Doc Holliday in der Serie Maverick. Am bekanntesten ist er jedoch für seine Rolle als Nick Barkley, dem mittleren Sohn der Matriarchin Victoria Barkley in der US-Westernserie Big Valley.

## Leben und Karriere
Nach seinem Dienst bei der United States Navy auf dem Flugzeugträger Franklin D. Roosevelt (CV-42) studierte Breck Theaterwissenschaften an der Universität Houston. Sein Debüt gab er in einem von Bert Freed produzierten Film, der unter dem Titel The Beatniks erschien. Neben Theaterauftritten hatte Breck auch einige Gastrollen in mehreren beliebten Serien, so zum Beispiel in Abenteuer unter Wasser, in einigen Episoden der US-Serien Wagon Train, Have Gun – Will Travel, Perry Mason sowie in Rauchende Colts. 1956 spielte er zusammen mit David Janssen in John Bromfields Serie Sheriff of Cochise in der Episode The Turkey Farmers. Er trat auch in anderen Serien auf, wie zum Beispiel in der Episode The Deserter des US-Bürgerkriegsdramas Gray Ghost, bei dem Tod Andrews die Titelrolle spielte.
Als Robert Mitchum ihn in George Bernard Shaws Theaterstück The Man of Destiny in Washington, D.C. sah, bot er Breck die Rolle als Rival Driver, einer namenlosen Rolle in Kilometerstein 375 (1958) an. Mitchum sorgte dafür, dass sich Breck in Los Angeles niederlassen konnte, und lieh dem Schauspieler seinen Jaguar, da dieser kein eigenes Auto besaß. Auch stellte Mitchum ihm Dick Powell vor, der ihn schließlich an Four Star Productions band und ihn in Dick Powells Abenteuer im wilden Westen einsetzte. Breck trat 1958 mit Diane Brewster als Gaststar in der Episode The Lady Gambler der Westernserie Wilder Westen Arizona mit Pat Conway und Richard Eastham in den Hauptrollen auf.
Von 1959 bis 1960 spielte er die Rolle des Clay Culhane, einen Revolverhelden und Anwalt in der Westernserie Black Saddle, zusammen mit Russell Johnson, J. Pat O’Malley und Walter Burke in Nebenrollen. Breck stand später bei Warner Brothers Television unter Vertrag, wo er Doc Holliday in der Serie Maverick spielte, eine Rolle, die bereits zweimal zuvor, sowohl in Maverick zunächst von Gerald Mohr gespielt als auch in der Serie Lawman, gespielt von Adam West, auftauchte. Breck spielte zu dieser Zeit auch bei anderen Warner-Serien mit, darunter 77 Sunset Strip, The Roaring Twenties und The Gallant Men.
Der erste Film mit Breck als bestbezahltem Star war Mein bester Freund. Im Jahr darauf spielte er Hauptrollen in Samuel Fullers Kultfilm Schock-Korridor sowie in dem Science-Fiction-Horrorfilm The Crawling Hand. In dieser Zeit war er auch in Folgen diverser Fernsehserien zu sehen, wie The Outer Limits, Bonanza, Perry Mason oder Die Leute von der Shiloh Ranch.

### Big Valley
Von 1965 bis 1969 spielte Breck in der Westernserie Big Valley die Rolle des Nick Barkley, Sohn von Victoria Barkley (gespielt von Barbara Stanwyck). Als zweites von vier Kindern ist Nick als hitzköpfig und leicht reizbar bekannt. Immer bereit zu einem Kampf und häufig mit Lederhandschuhen bekleidet, nimmt er den kleinsten Anlass persönlich und zeigt seinen Unmut oft genauso häufig mit den Fäusten wie durch aufbrausendes Schimpfen. Dies stellt sich häufig als ein Fehler heraus, und nur durch den ruhigen Einfluss seiner Mutter oder seiner besonneneren Brüder Jarrod (gespielt von Richard Long) und Eugene (Charles Briles), seines Halbbruders Heath (Lee Majors) und seiner jüngsten Schwester Audra (Linda Evans) werden schwierige Situationen bereinigt. Breck, der schon als Teenager in den 1940ern ein Fan seiner Serienmutter Barbara Stanwyck gewesen war, entwickelte eine gute Beziehung zu ihr, sowohl vor als auch hinter der Kamera, übte mit ihr längere Dialogzeilen und war sogar als Ranch-Vorarbeiter am Set bekannt. Auch nachdem die Serie abgesetzt worden war, behielten beide bis zu Stanwycks Tod ihr enges freundschaftliches Verhältnis bei.

### Nach Big Valley
Die meisten seiner Auftritte in den 1970er und 1980er Jahren waren Gastrollen in Fernsehserien wie Alias Smith und Jones, Kobra, übernehmen Sie, McMillan & Wife, Die knallharten Fünf, Der Sechs-Millionen-Dollar-Mann (mit Lee Majors), Der unglaubliche Hulk und Ein Duke kommt selten allein, sowie Rollen, in denen er sich selbst spielte wie in Fantasy Island und Ein Colt für alle Fälle, in der ebenfalls sein „kleiner Bruder“ aus Big Valley, Lee Majors mitspielte.
Mitte der 1980er Jahre zog Breck mit seiner Frau und seinem Sohn nach Vancouver, British Columbia in Kanada. Ihm wurde ein Job als Lehrer eines einwöchigen Filmtechnik-Kurses für junge Schauspieler angeboten. Aus diesem einwöchigen Kursus wurde schließlich eine Vollzeit-Schauspielschule, die Breck Academy, die 10 Jahre lang in Betrieb war. 1990 trat Breck in dem kanadischen Kultfilm Terminal City Ricochet auf.
Im Jahr 1996 spielte er in einer Episode von Outer Limits – Die unbekannte Dimension, der Neuauflage von The Outer Limits mit. Sein letzter Fernsehauftritt war in einer Episode von John Doe im Jahr 2002. In späteren Jahren trat er hauptsächlich in Filmen auf, die nicht veröffentlicht und nur auf Filmfestivals gezeigt wurden. Im Juni 2010 gab Brecks Frau Diane über die offizielle Webseite bekannt, dass ihr Mann an Demenz leide und nicht länger Autogramme schreiben könne, obwohl er noch immer Briefe lese und sich an ihnen erfreue.

## Filmografie (Auswahl)
- 1955: Lamp Unto My Feet (Fernsehserie, eine Folge)
- 1958: Kilometerstein 375 (Thunder Road)
- 1958: Laßt mich leben (I Want to Live!)
- 1958–1962: 77 Sunset Strip (Fernsehserie, 4 Folgen)
- 1959: Morgen bist du dran (The Wild and the Innocent)
- 1959–1960: Black Saddle (Fernsehserie, 44 Folgen)
- 1960–1962: Maverick (Fernsehserie, sechs Folgen)
- 1960: The Beatniks
- 1962: Mein bester Freund (Lad: A Dog)
- 1963: The Outer Limits (Fernsehserie, eine Folge)
- 1963: Schock-Korridor (Shock Corridor)
- 1963: The Crawling Hand
- 1964/1970: Die Leute von der Shiloh Ranch (The Virginian; Fernsehserie, zwei Folgen)
- 1965: Die glorreichen Reiter (The Glory Guys)
- 1965–1969: Big Valley (The Big Valley; Fernsehserie, 112 Folgen)
- 1972: Kobra, übernehmen Sie (Mission: Impossible; Fernsehserie, Folge Crack-Up)
- 1974: Benji – Auf heißer Fährte (Benji)
- 1978: Black Beauty (Fernseh-Miniserie)
- 1981–1985: Ein Colt für alle Fälle (The Fall Guy; Fernsehserie, 4 Folgen)
- 1982: Talon im Kampf gegen das Imperium (The Sword and the Sorcerer)
- 1991: Highway 61
- 1991: … und den Weihnachtsmann gibt’s doch! (Yes Virginia, There Is a Santa Claus; Fernsehfilm)
- 1992: The Unnamable II (The Unnamable II: The Statement of Randolph Carter)
- 1995: Decoy – Tödlicher Auftrag (Decoy)
- 1996: Outer Limits – Die unbekannte Dimension (The Outer Limits, Fernsehserie, eine Folge)
- 1999: Enemy Action
- 2004: Jiminy Glick in Gagawood